# The Dancer (film 1913)
The Dancer è un cortometraggio muto del 1913 diretto da Ashley Miller.

## Produzione
Il film, girato a Long Beach, in California, fu prodotto dalla Edison Company.

## Distribuzione
Distribuito dalla General Film Company, il film - un cortometraggio in una bobina - uscì nelle sale cinematografiche degli Stati Uniti il 27 gennaio 1913. Venne distribuito anche nel Regno Unito il 30 aprile 1913.